# La Frontière de la vie
La Frontière de la vie est la septième  histoire de la série Yoko Tsuno de Roger Leloup. Elle est publiée pour la première fois du no 1979 au no 1999 du journal Spirou, puis en album en 1977.

## Résumé

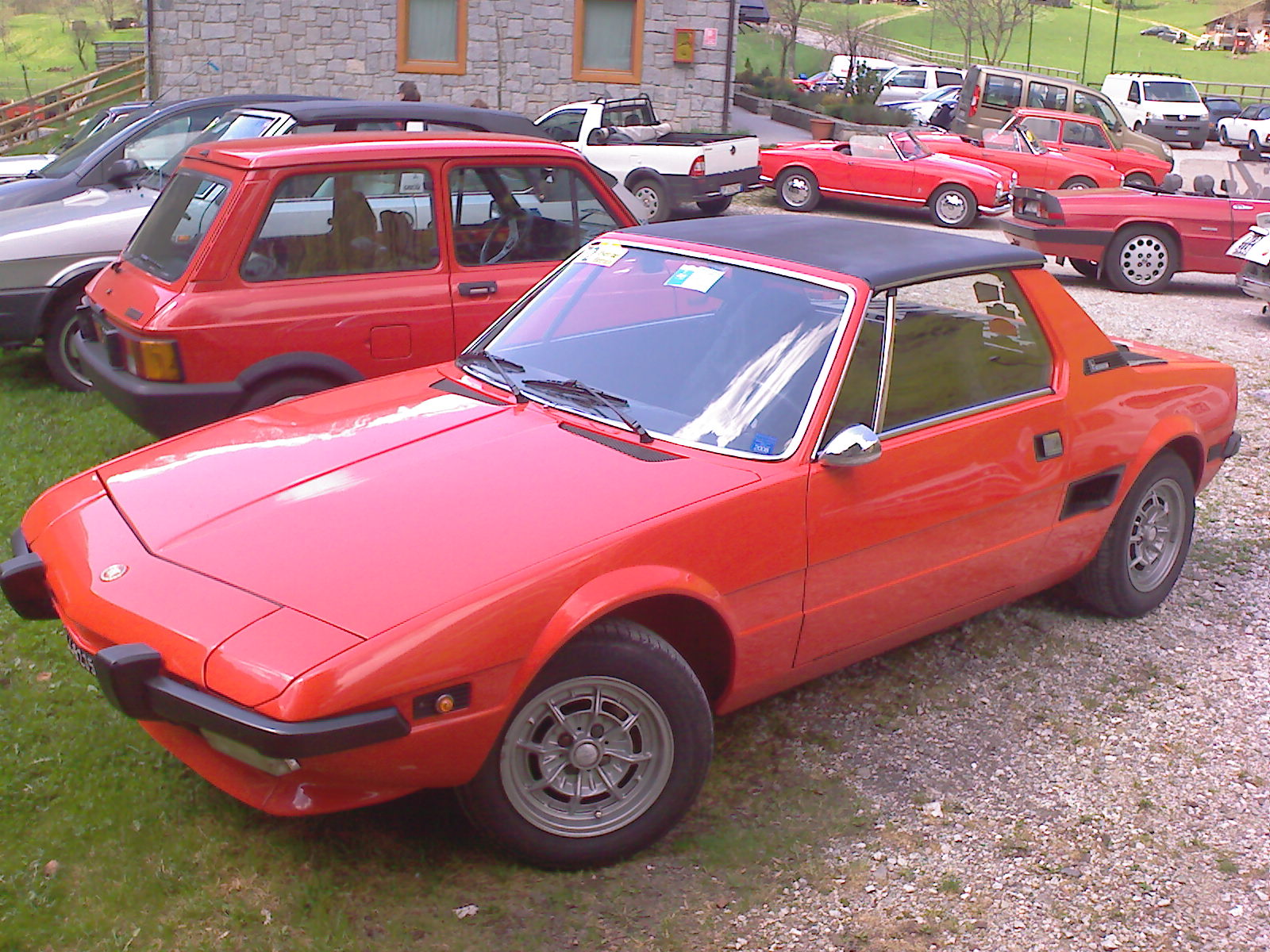
On retrouve la Fiat X1/9 modèle 72 rouge de Yoko.

L'action se déroule à Rothenburg ob der Tauber et dans un petit cimetière aux alentours de Rothenburg.
Vers 1975, Yoko Tsuno, Vic et Pol viennent rendre visite à Ingrid, malade, à Rothenburg. Mais le cousin d'Ingrid, Rudy, affirme à Yoko que la maladie d'Ingrid est due à la morsure d'un « vampire » : il a acquis la preuve qu’Ingrid avait été plusieurs fois transfusée à son insu par du sang artificiel compatible avec son groupe sanguin rare. La nuit suivante, Rudy et Yoko surprennent la visite du « vampire », en fait une femme cagoulée, qu’ils mettent en fuite.
Une course-poursuite dans Rothenburg, une rencontre avec un archéologue et une enquête leur permettent de rapprocher cette affaire du drame de la famille du docteur Schulz, dont Ingrid est la patiente : le 31 mars 1945, lors des bombardements stratégiques alliés, sa fille de cinq ans Magda est frappée par une balle perdue et déclarée morte. Yoko et ses proches finissent par comprendre que son cercueil est vide, et apprennent la réalité de l’histoire par le « vampire », le docteur Éva Werner, la cousine de Magda Schulz, âgée d’une trentaine d’années : Magda ayant rejeté la transfusion qui devait lui sauver la vie en raison de son groupe sanguin, son père parvint à la placer en biostase (forme d’hibernation artificielle) pendant trente ans dans un laboratoire secret situé sous la ville. Puis, celui-ci ayant pu développer avec l’appui des Soviétiques un sang artificiel expérimenté sur Ingrid, celle-ci pouvait désormais être éveillée.

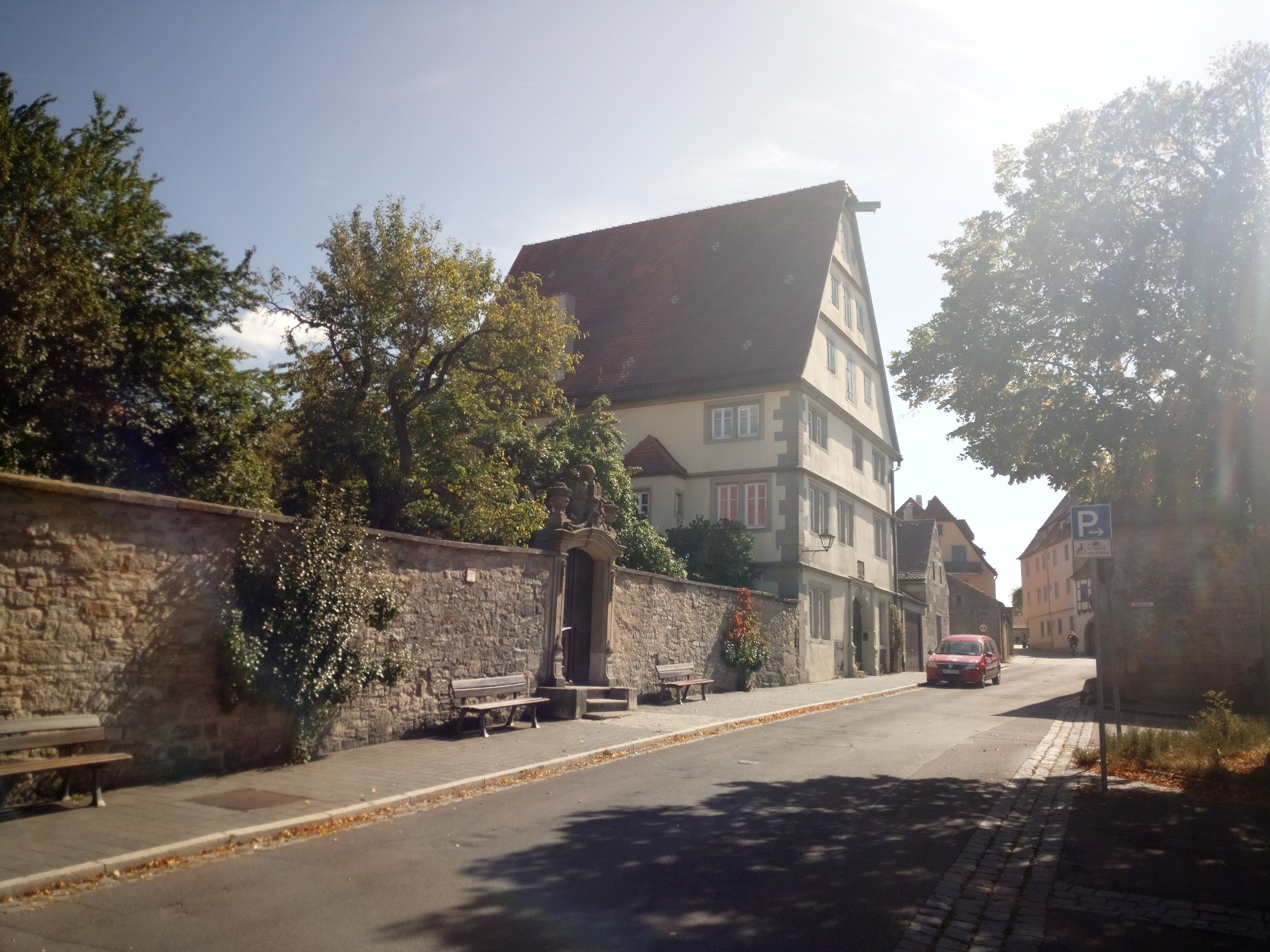
La maison du docteur Schulz.

Yoko, Rudy, Pol et Vic participent à l’opération de réanimation de Magda, déclenchée sans l’accord du docteur Schulz par un membre de son équipe chirurgicale souhaitant s’emparer de la découverte du sang artificiel. Yoko découvre les intentions de celui-ci, et est grièvement blessée par balle. Les docteurs Schulz et Werner parviennent parallèlement à sauver Yoko et mener à bien la réanimation de Magda, toujours vivante dans le corps d’une jeune enfant.
Trois mois plus tard, Yoko a recouvré sa santé, et Magda réapprend progressivement l’usage de son corps. Seule lui manquent ses capacités motrices, qu’elle recouvre par un choc traumatique, surprise par des avions volant à basse altitude au moment où elle perdit connaissance en mars 1945. La jeune Magda est adoptée par sa cousine Éva, désormais de trente ans son aînée, et par Rudy que Éva s’apprête à épouser.

## Personnages

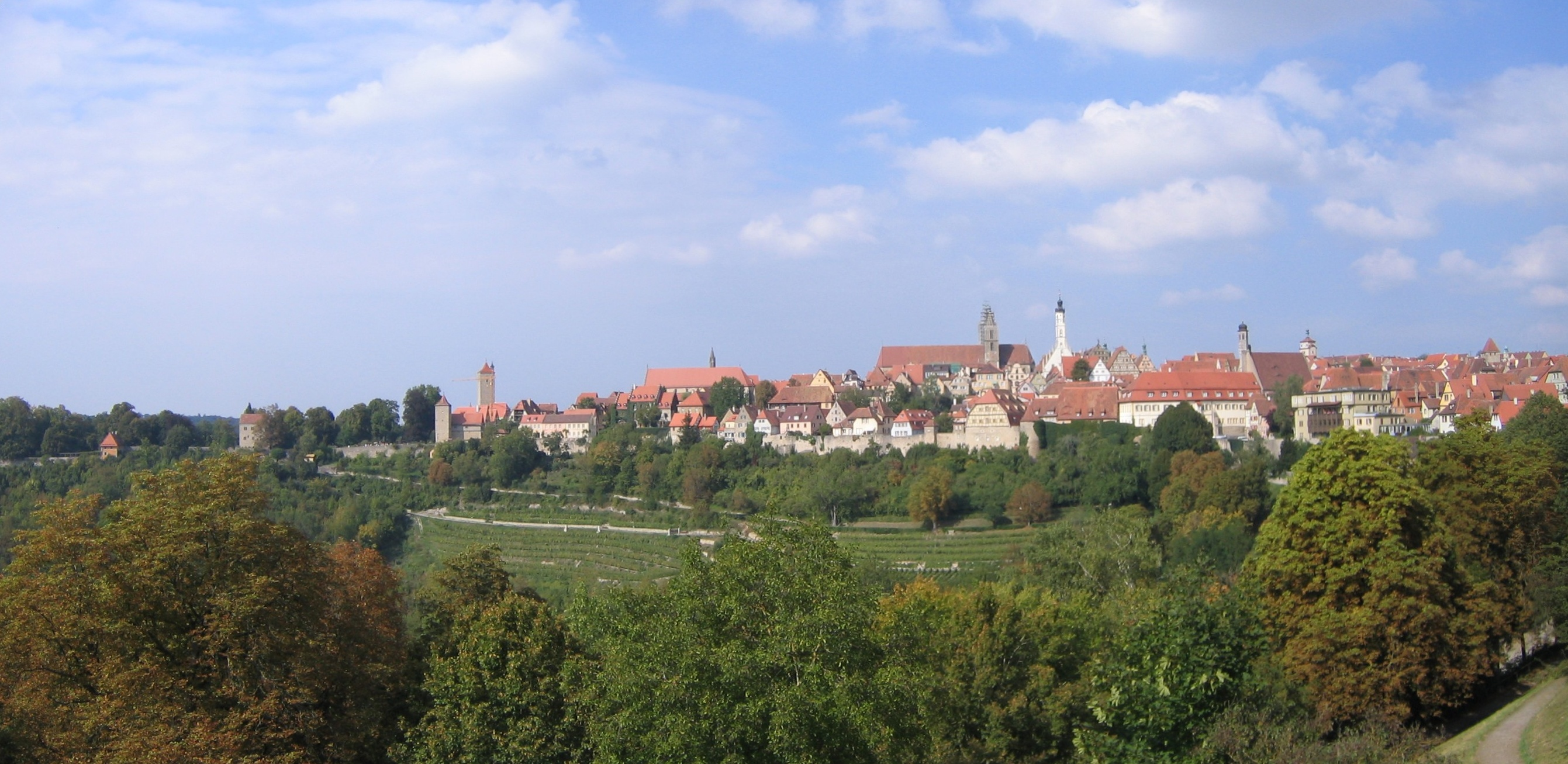
Rothenbourg sur le Tauber.

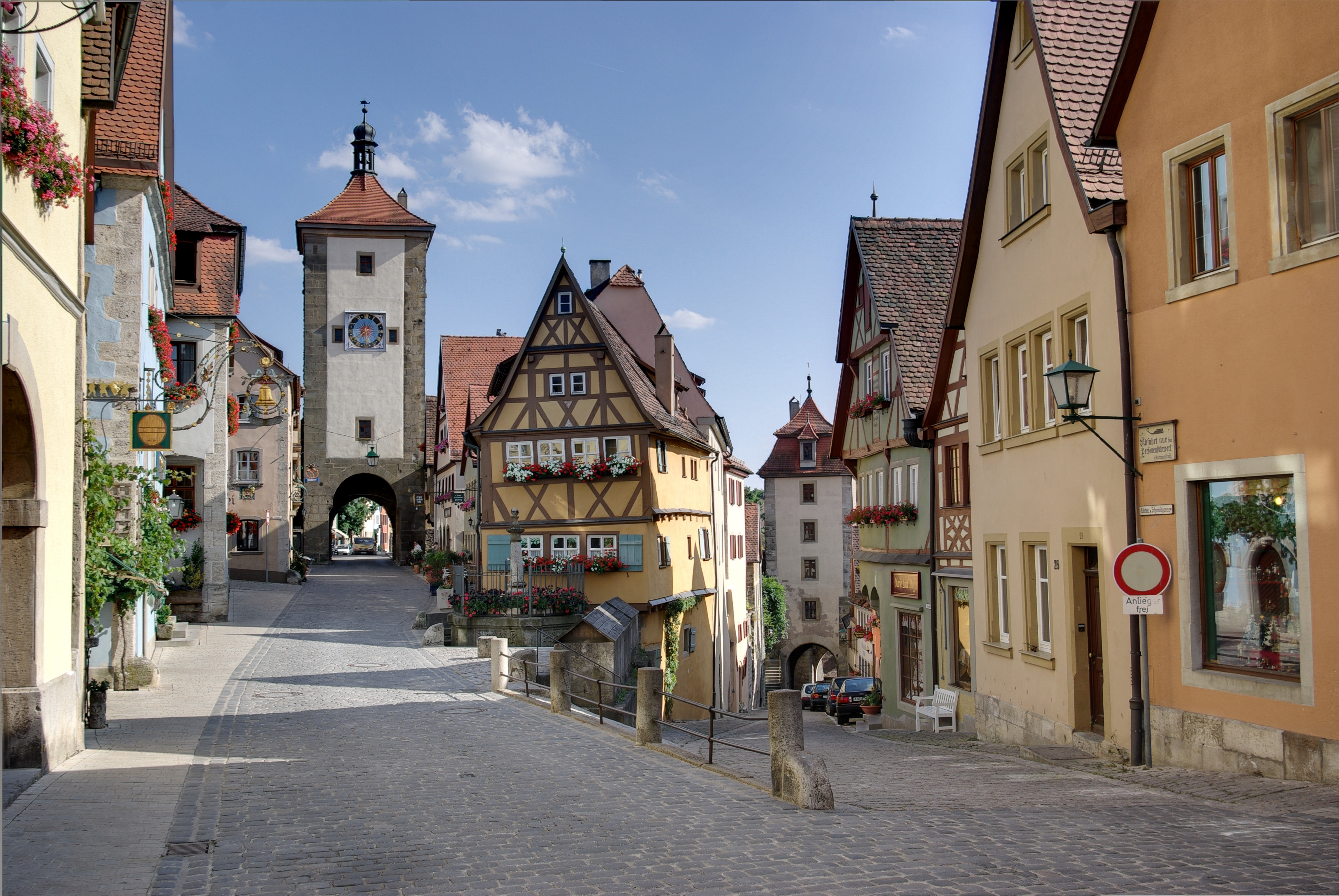
Le Plönlein à Rothenbourg.

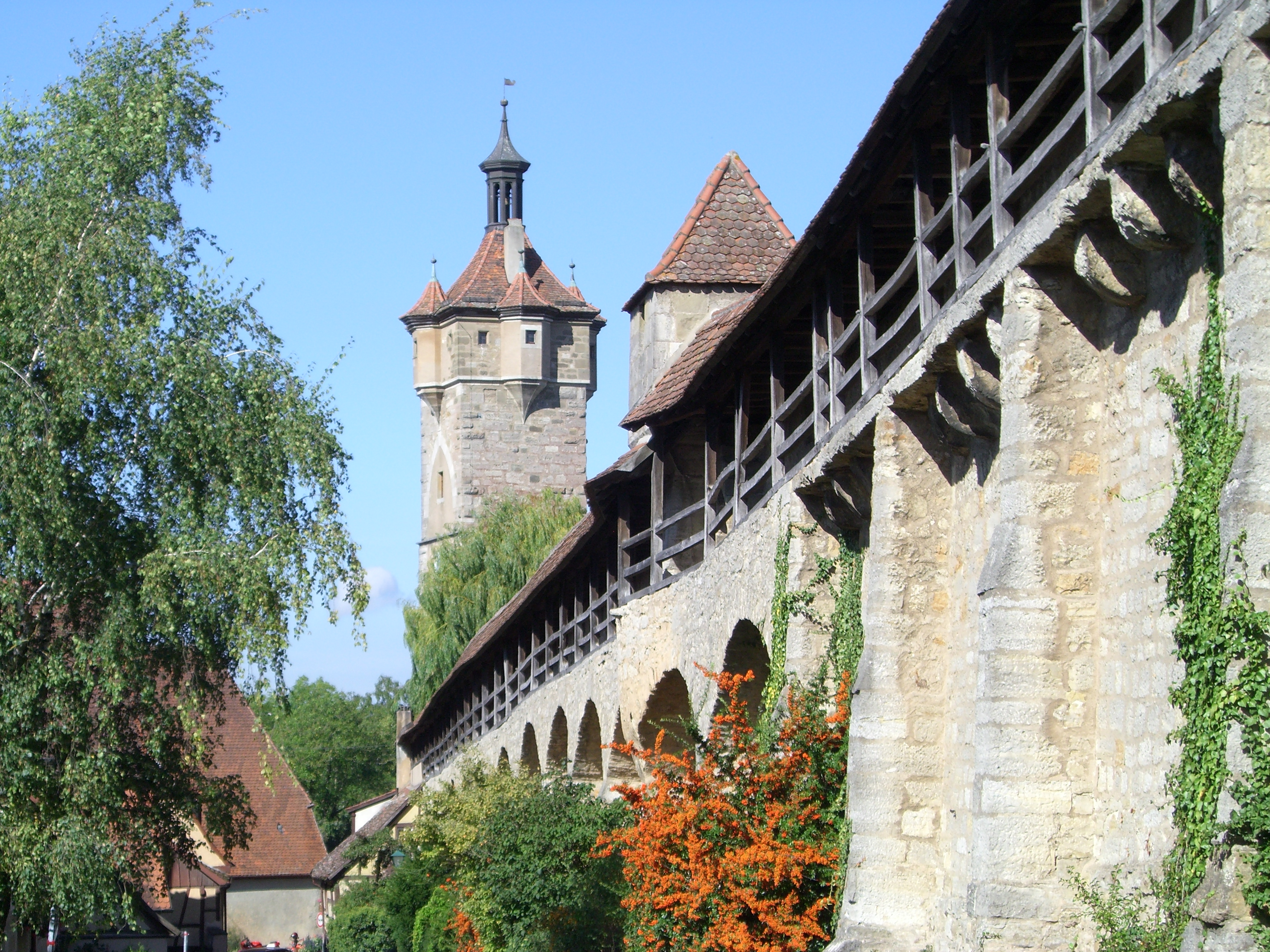
Les remparts et la Klingentorturm.

| Trio                                  | Alliés                                                                                       | Adversaires                                   |
| ------------------------------------- | -------------------------------------------------------------------------------------------- | --------------------------------------------- |
| - Yoko Tsuno - Vic Vidéo - Pol Pitron | - Ingrid Hallberg - Rudy - Eva Werner[pertinence contestée] - Magda Schulz - Ernst Schiffers | - Docteur Schulz[pertinence contestée] - Kurt |

## Historique

### Une intrigue chasse l'autre
Depuis longtemps, Roger Leloup est attiré par l'Allemagne, en particulier par la ville de Rothenburg, qu'il avait découvert au fil de ses lectures et qu'il voulait utiliser comme décor pour une de ses histoires. Il décida alors de reprendre l'idée d'une histoire centrée sur un alchimiste, qu'il avait déjà prévu pour L'Orgue du diable, mais qu'il avait alors abandonné au fil de ses inspirations. Parti en repérage dans cette ville allemande, un hasard l'amena à abandonner de nouveau cette idée d'histoire d'alchimiste. Fouinant dans une vieille librairie afin de compléter sa documentation historique, en particulier sur les souterrains de la ville qui devaient jouer un rôle important dans son intrigue, il eut un déclic.
Il tomba sur un étrange fascicule enveloppé dans du papier journal, rédigé en caractères gothiques, datant de la fin de la guerre et s'intitulant Rothenburg im Sturm (Rothenburg dans la tourmente). Constitué surtout d'aquarelles en noir et blanc, il narrait une terrible histoire, celle du bombardement inutile de la ville par les Alliés, le 31 mars 1945. Le seul intérêt de cette attaque était de semer la panique et de hâter la capitulation de l'Allemagne ; mais elle eut pour triste effet de brûler le tiers de la ville au phosphore. La moitié de l'ouvrage contenait deux interminables listes de noms : « ceux que nous pleurons » et « ceux que nous attendons ». Elles étaient complétées des noms des victimes du bombardement et deux d'entre elles ont frappé le bédéiste. C'était un petit garçon, encore bébé et une fillette de cinq ans nommée Anne-Marie, faisant partie de la même famille.
Au moment de lire ce document, Leloup se trouvait à côté d'Annick, sa petite fille adoptive. Il la regarda alors et se dit : « Pourquoi faut-il que la dernière image qu'il me reste de Rothenburg soit celle d'une petite fille morte ? » Ce fait l'obséda pendant tout le voyage de retour et il en parla à sa femme. Sa fille, qui les écoutait, lui demanda : « Pourquoi elle est morte, la petite fille de Rothenburg ? » Il lui répondit classiquement qu'elle était au ciel ; mais cette réponse ne satisfît personne, ni elle, ni lui. Aussi, il était profondément ému par la mort de cet enfant, comme s'il s'était agit de sa propre fille. De retour chez lui, Annick réitéra sa question et, ayant envie de ressusciter cette petite fille, il lui répondit : « Elle n'est pas morte ; je vais te raconter son histoire. » Et c'est ainsi qu'il mit de nouveau au placard son histoire d'alchimiste et qu'il imagina l'intrigue de cet épisode, centrée sur une fillette maintenue en biostase.

### À la recherche de la petite fille
Peu après la sortie de l'album, afin de préparer une éventuelle émission à la télévision française, il retourna à Rothenburg. L'attachée de presse des Éditions Dupuis l'accompagnait quand, brusquement, elle lui signala « Ne te retourne pas trop vite, tu vas attraper un coup au cœur ! ». C'est alors qu'il aperçut à quelque mètres de lui la parfaite réplique de Magda Shulz (la jeune fille de son histoire ramenée à la vie), promenant une poussette et savourant une glace, quasiment au même endroit que lors de la conclusion de l'épisode. Il fut un peu pris au piège, lui qui en conclusion s'adressait au lecteur en ces termes : « Et si un jour, passant par Rothenburg, vous croisez au détour d'une rue une petite fille qui vous rappelle Magda, ne l'abordez pas ! Vous qui savez, contentez-vous de rêver ! »
Il en profita pour rechercher la trace de la fillette qui inspira son histoire. Si elle avait survécu, elle aurait eu à peu près le même âge que lui, étant née six ans après lui. Il ne trouva d'elle qu'une simple plaque sur laquelle était gravé son nom, dans une petite chapelle commémorative des jardins du bourg. Quant à sa maison, elle fut détruite et sa famille a émigré, sans avoir plus d'information à ce sujet. La ville, rebâtie à l'ancienne à la suite du drame, a perdu une grande part de sa population d'origine et a été repeuplée par des Sudètes et des personnes déplacées par les remous de l'après-guerre. C'est ainsi que rares sont les habitants qui y vivaient déjà avant la guerre. Mais le musée communal permet de se souvenir de cette tragique page de l'Histoire, exposant entre autres des reproductions des planches de la BD à titre de curiosité. À travers son histoire, Leloup offrit un petit bout d'immortalité à cette petite fille, qui vit pour toujours, en tous cas à ses yeux et ceux de ses lecteurs.

### Succès
Cette histoire est le plus gros succès de la série. Elle a permis à son auteur de gagner son public féminin, à qui elle était avant tout adressé. Une de ses lectrices lui a même écrit qu'à la suite de sa lecture, elle avait choisi de devenir hématologue. L'auteur ne pouvait espérer plus beau remerciement.

## Inspiration

### Rothenburg, une ville ancienne préservée
Rothenburg est une ville dont l'apparence médiévale fut sauvée par les caprices de l'histoire. Située sur un promontoire escarpé de la vallée de la Tauber, elle s'est au départ beaucoup enrichie car se trouvant au centre des marchés locaux. Sauf qu'au cours de la Guerre de Trente Ans, elle se convertît au protestantisme et perdit alors son statut de Ville libre d'Empire, étant réduite au rang de marché régional. Son développement stagna jusqu'au XVIIIe siècle, étant trop appauvrie pour s'étendre au-delà de ses murailles et adapter les maisons aux évolutions historiques. Par retournement de situation, c'est justement cette pauvreté qui est à l'origine de sa richesse actuelle, son patrimoine médiéval étant préservé intact jusqu'à aujourd'hui. La ville servit même de décors à des films comme Hans, le joueur de flûte.
Leloup réalisa des centaines de photos de la ville, en particulier plusieurs prises en hauteur, afin de pouvoir par montage constituer un panorama urbain. Il s'est également basé sur une vue d'avion de Rothenburg pour réaliser la maquette de la ville visible chez Ernst Schiffers. La scène où le lecteur la découvre joue sur les contrastes, entre la cité représentée en miniature et les personnages qui sont comme des géants. Cette maquette de Rothenburg n'existait pas lors de la création de l'épisode. Néanmoins, quelques années plus tard, l'Hôtel de Ville en plaça une dans ses locaux. Et des touristes l'admirent fréquemment, accompagnés par un album de cette aventure.

### La Jeune Fille et la Mort
Le bédéiste bâtit cette histoire comme un concerto, se rappelant une musique du compositeur autrichien Franz Schubert qu'il apprécie beaucoup, Der Tod und das Mädchen (en français La Jeune Fille et la Mort). Dans ce lied (poème germanique chanté), la Mort vient rendre visite à une jeune fille. Cette dernière, effrayée de prime abord, devient plus mûre et s'affirme dans le second mouvement et, en définitive, la Mort s'avoue vaincue et la laisse en paix dans le troisième mouvement.
Dans la BD, Yoko, symbole de vie, découvre un personnage néfaste, une femme vampire représentant la mort. Ce sont deux instruments jouant en contraste. Au cours de la progression, la mort-vampire devient humaine et Yoko va vers la mort. Tandis qu'au troisième et dernier mouvement, les deux femmes se rejoignent enfin dans la vie. Mais cette interprétation n'engage bien sûr que l'auteur, qui avait ainsi un canevas musical.

### Informations médicales
À l'époque de la rédaction de l'épisode étaient rediffusés en salle les films de Dracula et de Frankenstein. Pendant ce temps, une jeune femme nommée Karen Quinlan était plongée dans un coma profond et ne vivait que par assistance médicale. Ses parents souhaitaient la laisser mourir de mort naturelle en stoppant les appareils qui la maintenaient artificiellement en vie. Mais l'hôpital refusait et s'ensuivit un débat passionné secouant les médias. En parallèle, le bédéiste avait reçu plusieurs lettres d'enfants leucémiques qui lui confièrent que son héroïne leur donnait de l'espoir.
Tous les éléments étaient réunis dans la tête de Leloup pour concocter son histoire, seul son éditeur était un peu réticent à cette histoire de sang. Mais l'auteur avait besoin de documentation sur la machinerie médicale, afin de dessiner les composantes du laboratoire, comme les électrocardiogrammes ou le scanner. Pour ce faire, il téléphona alors aux firmes Siemens et Baxter (spécialisée dans les pochettes sanguines). Pendant qu'il était en ligne, sa femme le prévint que l'école de sa fille recherchait un groupe sanguin indispensable pour une transfusion sanguine, afin d'aider un enfant leucémique. Or, il possédait le même groupe sanguin qu'elle. Il alla alors donner de son sang et reçut en remerciement les documents qui lui manquaient.

### Des modèles à portée de main
Tous les modèles pour dessiner l'aventure ne proviennent pas de Rothenburg. Afin de dessiner Sherpa, le chat siamois d'Ingrid, Leloup se basa sur son propre chat, portant le même nom. Quant au chasuble porté par Yoko, il s'agit d'un des vêtements de sa fille. Enfin, les vues du cimetière de où se trouve le cercueil au nom de Magda sont imaginaires, inspirées en réalité par celles du cimetière de Bruxelles, où l'on peut admirer de superbes monuments.

## Publication

### Revues
Il a été prépublié dans le Spirou numéros 1979 à 1999 du 18 mars au 5 août 1976.

### Album
Cette histoire est publiée en album pour la première fois en 1977 chez Dupuis et connaitra diverses rééditions par la suite. En 2006, elle est intégrée au deuxième volume de l'Intégrale Yoko Tsuno, Aventures allemandes,. Il s'agit du second de la série à se dérouler en Allemagne.
Cet album, et en particulier sa réédition de 2006 en grand format avec de nombreux documents inédits, illustre la minutie de l'auteur pour ses décors, souvent basés sur une abondante documentation photographique. Il donne une large place aux représentations des monuments de l'époque Renaissance de la ville allemande de Rothenburg.